# Izumi (Osaka)
Izumi (jap. 和泉市 Izumi-shi, deutsch ‚[kreisfreie] Stadt Izumi‘) ist eine Stadt in der Präfektur Osaka in Japan.

## Geographie
Izumi liegt südlich von Osaka und Sakai.

## Geschichte
In der Gegend befand sich die Hauptstadt (Kokufu) der antiken Provinz Izumi/Senshū. 1933 fusionierten drei Gemeinden im Kreis Senboku (=Sen[shū]-Nord), darunter auch das Dorf Kokufu (Kokufu-mura), zur Stadt Izumi (和泉町 Izumi-chō). In der Großen Shōwa-Gebietsreform fusionierte diese 1956 mit sechs weiteren Städten und Dörfern aus Senboku zur hier beschriebenen kreisfreien Stadt Izumi (Izumi-shi).

## Städtepartnerschaft
- Bloomington, Minnesota, USA

## Verkehr
- Zug
  - JR Hanwa-Linie

- Straße:
  - Hanwa-Autobahn
  - Nationalstraße 26, 170, 480

## Sehenswürdigkeiten
- Der Tempel Sefuku-ji  (jap. 施福寺), ein Tempel des Saigoku-Pilgerweges

## Angrenzende Städte und Gemeinden

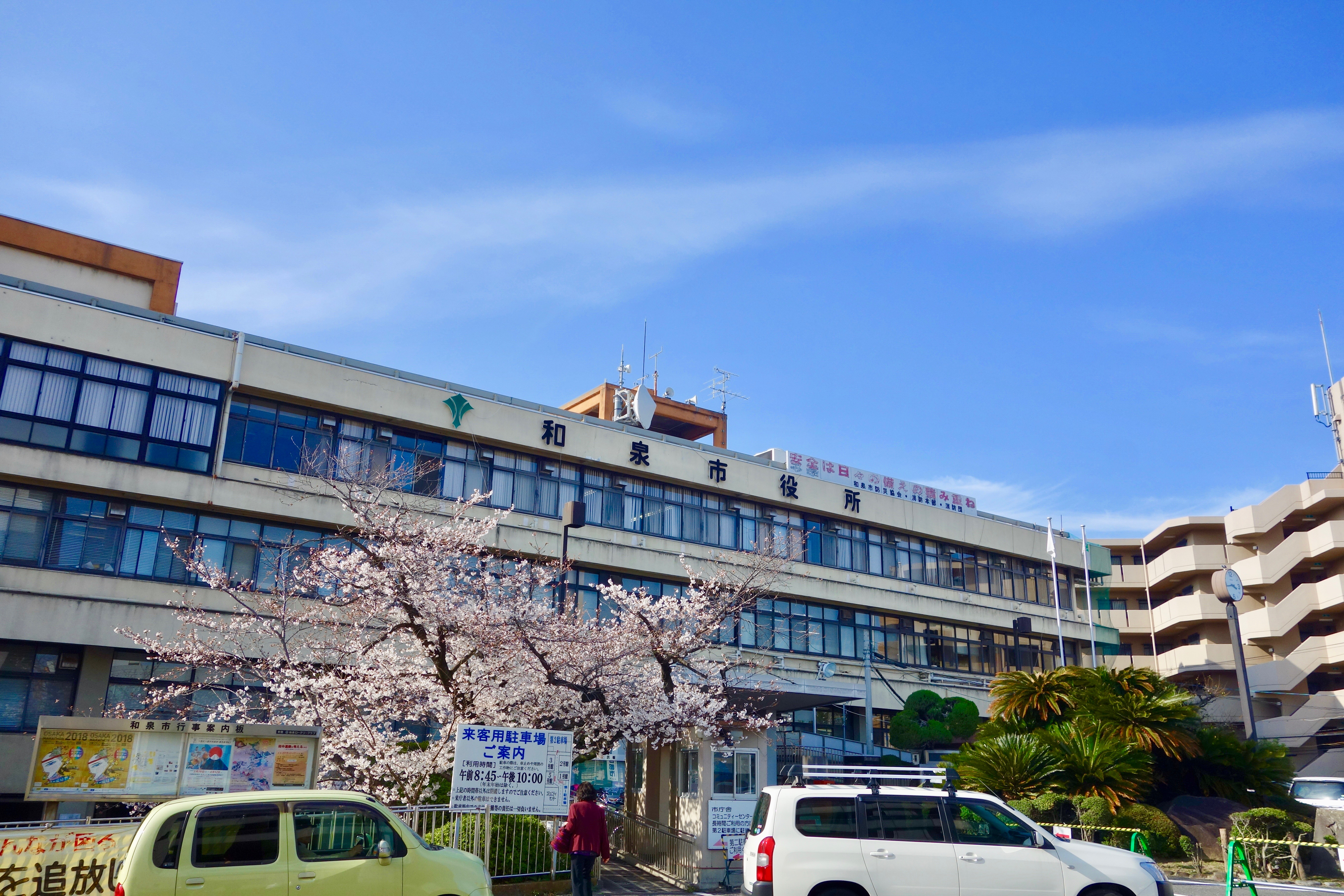
Rathaus von Izumi

- Präfektur Osaka
  - Izumiōtsu
  - Kishiwada
  - Sakai
  - Kawachinagano
  - Takaishi
  - Tadaoka
- Präfektur Wakayama
  - Katsuragi

## Persönlichkeiten
- Taizō Sugitani (* 1976), Springreiter
- Tomohiro Noda (* 1996), Geher
- Dai Tsukamoto (* 2001), Fußballspieler